# لودویکه
شهر لودویکه (به سوئدی: Ludvika) در ناحیه شهری لودویکه در کشور سوئد واقع شده‌است. جمعیت این شهر ۱۲۸۲٫۶۹  نفر است.